# Северный полюс-18
Северный полюс-18 (СП-18) — советская научно-исследовательская дрейфующая станция. Открыта 9 сентября 1968 года, закончила дрейф 24 октября 1971 года. Станция дрейфовала на ледовых островах (осколках глетчера, отделившихся от берега). Прошла от 75°10′ с. ш. 165°02′ з. д. до 86°06′ с. ш. 153°51′ в. д. в общей сложности 5240 км.
Первый экипаж станции был высажен 9 октября 1968 года с ледокола Ленинград и дизель-электрохода Амгуэмана на ледяной остров в 600 км к северу от острова Врангеля. В мае 1969 года станция переместилась на северо-запад Восточно-Сибирского моря и станцию с помощью самолётов АН-12 перебазировали на большом поле многолетнего льда, располагавшемся в 250 км на северо-восточнее.
В ходе дрейфа станции сотрудники Института Арктики и Антарктики впервые в мировой практике, совершив погружение на Северном полюсе, провели морфологические ледовые наблюдения с использованием легкого водолазного оборудования. Были измерены параметры затухания звука в зависимости от неоднородности физико-механических свойств льда.

## Смены
На станции осуществлено четыре смены персонала.
- Первая смена (с 9 сентября 1968 по 20 марта 1969). Состав 11 человек. Начальник Н. Н. Овчинников.
- Вторая смена (с 9 мая 1969 по 24 апреля 1970). Состав 11 человек. Начальник И. П. Романов.
- Третья смена (с 25 апреля 1970 по 15 апреля 1971). Состав 18 человек. Начальник В. Ф. Дубовцев.
- Вторая смена (с 15 апреля 1971 по 24 октября 1971). Состав 11 человек. Начальник Ю. В. Колосов.

## Северный полюс-18Ф
Дрейфующая станция, работавшая с 10 мая 1969 по 24 октября 1971 года. Была создана в интересах ВМФ СССР в 100 км от СП-18 и числилась её филиалом. Станция предназначалась в первую очередь для опытов по обнаружению подводных лодок противника по акустическим шумам. Всего на ней побывало 85 человек, в основном это были сотрудники московского Акустического института имени Андреева.